# Бродичанский, Нисель Борисович
Ни́сель Бори́сович Бродича́нский (также Арнольд Бродичанский; 20 мая 1945, Кишинёв, Молдавская ССР) — 4 августа 2025 Кёльн Германия) — молдавский режиссёр театра и документального кино, сценарист, драматург.

## Биография
Будучи учеником старших классов посещал актёрскую студию «Чинема аматор» при киностудии Молдова-филм. После окончания средней школы в 1962 году, учился в театральной студии при московском ТЮЗе и на режиссёрском факультете в Ленинградском государственном институте театра, музыки и кинематографии (ЛГИТМиК) (окончил в 1972 году, мастерская Г. А. Товстоногова). Работал режиссёром Кишинёвского русского драматического театра им. А. П. Чехова, а также театра киноактёра и театральной студии «Данко». Снялся в эпизодической роли в кинофильме «Зарубки на память» (Молдова-филм, 1973). На протяжении 1980-х годов работал режиссёром-постановщиком на киностудии «Молдова-филм», затем «Телефильм-Кишинэу».
Совместно с Аллой Коркиной написал книгу «Впереди — дорога: История с приключениями для мальчишек и девчонок» (Кишинёв: Литература артистикэ, 1988). Совместно с Борисом Сандлером поставил серию фильмов о современных еврейских писателях (Шире Горшман, Авроме Карпиновиче). Из наиболее известных фильмов Ниселя Бродичанского — «Леонарди, ваш выход!» об артисте балета Петре Леонарди (1983), «Где мой дом?» о судьбах бессарабского еврейства (1991), «Семь песен длиною в 100 лет» к столетию Кишинёвского погрома (2003).
Автор пьес «Мышка под солнечным лучом» (для театров кукол), «Мужчины её жизни» (драма в 2-х действиях), «Кишинёвский регтайм» (музыкальная трагикомедия в 2-х актах), «Эдит Пиаф», «Кружит тихо непогода» и других, главным образом поставленных в различных театрах России и Израиля им самим. Поставил спектакль по драматической поэме Льва Беринского «Каббалист в метро».
Живёт в Германии.

## Документальные фильмы
- 1980 — «Плоды содружества»
- 1980 — «Народный избранник»
- 1981 — «Хозяйство личное — забота общая»
- 1982 — «Сельский марш»
- 1983 — «Леонарди, ваш выход!» (сценарий Альбины Коркиной, премия Министерства культуры МССР; диплом IV Республиканского фестиваля «Серебряный аист», 1983; диплом жюри Всесоюзного смотра молодых кинематографистов, 1983)[7]
- 1983 — «Цена беспечности — жизнь»
- 1983 — «50 лет в строю»
- 1983 — «Дисциплина — одна для всех»
- 1984 — «Когда земля под снегом»
- 1984 — «Флоричата»
- 1986 — «Лето в стройотрядовской спецовке»
- 1988 — «Ещё раз о свободе совести»
- 1989 — «В долине грохочущих копыт»
- 1990 — «Petit Israel» (с Б. Сандлером, Jewish Agency, Израиль)[8]
- 1991 — «Где мой дом?» (два фильма, сценарий Б. С. Сандлера, на идише)[9][10][11]
- 1992 — «Ethiopian footage» (с Б. Сандлером, Jewish Agency, Израиль)[12]
- 2003 — «Семь песен длиною в 100 лет» (другое название — «Формула погрома», Германия)[13]
- 2006 — «Шира Горшман» (с Борисом Сандлером, Forverts Film, США)
- 2008 — «Виктор Соцки-Войническу: от Красных полян до Парижа» (Германия)[14]

### Художественные фильмы
- 1987 — «Афиша» (5 серий, Телефильм-Кишинэу)
- 1989 — «Пикирующий зяблик» (Piţigoiul în picaj, сценарий Э. В. Лотяну, Телефильм-Кишинэу)